# 元魁塔 (肇庆)
元魁塔位于中国广东省肇庆市端州区黄岗街道渡头村，始建于明天启三年（1623年），是一座风水塔。相传为渡头村梁挺芳、梁挺高兄弟同科中举，仕途畅通时回乡建设。1984年列为肇庆市文物保护单位；2019年4月19日公布为第九批广东省文物保护单位。
元魁塔高27米，呈八角，外观7层，内部有10层，属楼阁式穿壁绕平座砖木塔。塔身为砖木结构，塔基为石，塔刹为铁。塔首层外对边距为6.4米，内简对边为2米，壁厚2.2米，自下而上每层高度按比例减少，塔身逐层收分。塔每层平座望柱下垫有石条，石条长73厘米，宽24厘米，前端为半圆形，留有插望柱的四方孔，质地为端砚石。塔每层的八个面都保留建塔时搭脚手架用的插杆孔洞。该塔既有明代建筑特色，又有宋代建筑风格的遗留。